# Zalaszentlászló
Zalaszentlászló község Zala vármegye Zalaszentgróti járásában. A településen polgárőrség működik.

## Fekvése
Észak-déli irányban több kilométeren át elnyúló település Zala vármegye keleti részén, Zalaszentgrót déli szomszédságában. Központján és az attól délre elterülő Gyülevész településrészen is a 7336-os út halad keresztül, de déli határát érinti a Kehidakustánytól észak felé vezető 7335-ös út is. Még egy útja minősül országos közútnak, ez a településközpont északi szélétől közel egy kilométerre északi irányban, kelet felé kiágazó, Sényére vezető 73 201-es út.
Szomszédja nyugat felől Kallósd.
Egy adat szerint a középkorban Zalaszentlászlónál is volt híd a Zala keleti és a nyugati partja között, amely 1408-ban vámszedőhely volt.
Érdekesség, hogy a települést érintette volna az 1847-ben tervezett Sopron-Kőszeg-Szombathely-Rum-Zalaszentgrót-Nagykanizsa vasútvonal.

## Története
Zalaszentlászló nevét 1429-ben Poss Zenthlazlo néven említette először oklevél.
Nevét Szent László királyról kapta.
A Szentlászlói család birtoka volt, majd a Marczaliak kezére jutva Szentgyörgyvár tartozéka lett.
1910-ben 1013 magyar lakosa volt, ebből 1001 volt római katolikus.
1895-től 1974-ig erre haladt a Zalaszentgrót-Balatonszentgyörgy-vasútvonal.
A 20. század elején Zala vármegye Zalaszentgróti járásához tartozott.
1977-ben hozzácsatolták a szomszédos Gyülevész községet.
A magyarországi Szentlászló nevű települések létrehozták a Szentlászló Szövetséget.
2002. június 8-án Szentlászló nevű Kárpát-medencei települések kétnapos találkozójára került sor a közép-zalai Zalaszentlászlón, tíz község – köztük erdélyiek és horvátországiak részvételével.

## Közélete

### Polgármesterei
- 1990–1994: Lóránt József (független)[6]
- 1994–1998: Tóth Imréné (független)[7]
- 1998–2002: Tóth Imréné (független)[8]
- 2002–2006: Tóth Imréné (független)[9]
- 2006–2010: Dr. Nagy Tibor (független)[10]
- 2010–2012: Algay Iván Tibor (független)[11]
- 2012–2014: Feketéné Tarpál Ibolya (független)[12]
- 2014–2019: Bohár István László (független)[13]
- 2019–2024: Bohár István László (független)[14]
- 2024– : Bohár István (független)[1]

| 1990–1994     | 1994–1998   | 1998–2002   | 2002–2006   | 2006–2010      | 2010–2014  | 2010–2014              | 2014–2019           | 2019–2024           | 2024–               |   |
| 1990–1994     | 1994–1998   | 1998–2002   | 2002–2006   | 2006–2010      | '10–'12    | '12–'14                | 2014–2019           | 2019–2024           | 2024–               |   |
| ------------- | ----------- | ----------- | ----------- | -------------- | ---------- | ---------------------- | ------------------- | ------------------- | ------------------- | - |
| Lóránt József | Tóth Imréné | Tóth Imréné | Tóth Imréné | Dr. Nagy Tibor | Algay Iván | Feketéné Tarpál Ibolya | Bohár István László | Bohár István László | Bohár István László |   |
|               |             |             |             |                |            |                        |                     |                     |                     |   |
| –             | –           | –           | –           | –              | –          | –                      | –                   | –                   | –                   | – |
|               |             |             |             |                |            |                        |                     |                     |                     |   |

A településen 2012. május 20-án időközi polgármester-választást (és képviselő-testületi választást) tartottak, az előző képviselő-testület önfeloszlatása miatt. A választáson a hivatalban lévő polgármester nem indult el.

### Önkormányzati választások
| Önkormányzati választási alapadatok (1994-2014) | Önkormányzati választási alapadatok (1994-2014) | Önkormányzati választási alapadatok (1994-2014) | Önkormányzati választási alapadatok (1994-2014) | Önkormányzati választási alapadatok (1994-2014) | Önkormányzati választási alapadatok (1994-2014) | Önkormányzati választási alapadatok (1994-2014) |
| Év                                              | Lakók                                           | Lakók                                           | Polgármesteri tisztség                          | Polgármesteri tisztség                          | Képviselő-testület                              | Képviselő-testület                              |
| Év                                              | száma                                           | +/–                                             | jelöltek száma                                  | a hivatalban lévő indult?                       | testület létszáma                               | jelöltek száma                                  |
| ----------------------------------------------- | ----------------------------------------------- | ----------------------------------------------- | ----------------------------------------------- | ----------------------------------------------- | ----------------------------------------------- | ----------------------------------------------- |
| 1994                                            | 936                                             | −25                                             | 3                                               | ?                                               | 7                                               | 14                                              |
| 1998                                            | 881                                             | −55                                             | 1                                               | ✓                                               | 7                                               | 18                                              |
| 2002                                            | 819                                             | −62                                             | 1                                               | ✓                                               | 7                                               | 7                                               |
| 2006                                            | 829                                             | 10                                              | 2                                               | ✗                                               | 7                                               | 12                                              |
| 2010                                            | 823                                             | −6                                              | 4                                               | ✓                                               | 4                                               | 7                                               |
| 2012                                            | n.a.                                            | n.a.                                            | 2                                               | ✗                                               | –                                               | –                                               |
| 2014                                            | 812                                             | −9                                              | 2                                               | ✗                                               | 4                                               | 11                                              |

| Részvétel az önkormányzati választásokon (1994-2014) | Részvétel az önkormányzati választásokon (1994-2014) | Részvétel az önkormányzati választásokon (1994-2014) | Részvétel az önkormányzati választásokon (1994-2014) | Részvétel az önkormányzati választásokon (1994-2014) | Részvétel az önkormányzati választásokon (1994-2014) | Részvétel az önkormányzati választásokon (1994-2014) |
| Év                                                   | Választó- jogosult                                   | Szavazó                                              | Szavazó                                              | Érvényes szavazat                                    | Érvény- telen                                        |                                                      |
| Év                                                   | Választó- jogosult                                   | fő                                                   | %                                                    | Érvényes szavazat                                    | Érvény- telen                                        |                                                      |
| ---------------------------------------------------- | ---------------------------------------------------- | ---------------------------------------------------- | ---------------------------------------------------- | ---------------------------------------------------- | ---------------------------------------------------- | ---------------------------------------------------- |
| 1994                                                 | 748                                                  | 423                                                  | 56,6%                                                | 420                                                  | 0,7%                                                 |                                                      |
| 1998                                                 | 692                                                  | 355                                                  | 51,3%                                                | 314                                                  | 11,5%                                                |                                                      |
| 2002                                                 | 673                                                  | 286                                                  | 42,5%                                                | 273                                                  | 4,5%                                                 |                                                      |
| 2006                                                 | 704                                                  | 355                                                  | 50,4%                                                | 340                                                  | 4,2%                                                 |                                                      |
| 2010                                                 | 707                                                  | 377                                                  | 53,3%                                                | 373                                                  | 1,1%                                                 |                                                      |
| 2012                                                 | 717                                                  | 375                                                  | 52,3%                                                | 367                                                  | 2,1%                                                 |                                                      |
| 2014                                                 | 722                                                  | 392                                                  | 54,3%                                                | 389                                                  | 0,8%                                                 |                                                      |

| Év   | Megválasztott polgármester | Megválasztott polgármester | Szavazat | Szavazat             | Szavazat           | Szavazat                      | Előny a 2. előtt (%p) |
| Év   | név                        | szervezet                  | db       | jogosultak arányában | szavazók arányában | érvényes szavazatok arányában | Előny a 2. előtt (%p) |
| ---- | -------------------------- | -------------------------- | -------- | -------------------- | ------------------ | ----------------------------- | --------------------- |
| 1994 | Tóth Imréné                | független                  | 330      | 44,1%                | 78,0%              | 78,6%                         | 61,2                  |
| 1998 | Tóth Imréné                | független                  | 314      | 45,4%                | 88,5%              | 100,0%                        | -                     |
| 2002 | Tóth Imréné                | független                  | 273      | 40,6%                | 95,5%              | 100,0%                        | -                     |
| 2006 | Dr. Nagy Tibor             | független                  | 188      | 26,7%                | 53,0%              | 55,3%                         | 10,6                  |
| 2010 | Algay Iván                 | független                  | 107      | 15,1%                | 28,4%              | 28,7%                         | 1,6                   |
| 2012 | Feketéné Tarpál Ibolya     | független                  | 278      | 38,8%                | 74,1%              | 75,7%                         | 51,5                  |
| 2014 | Bohár István               | független                  | 267      | 37,0%                | 68,1%              | 68,6%                         | 37,3                  |

## Népesség
A település népességének változása:
| Lakosok száma | 857  | 846  | 848  | 805  | 771  | 751  | 762  |
|               | 2013 | 2014 | 2015 | 2021 | 2022 | 2023 | 2024 |

A 2011-es népszámlálás idején a nemzetiségi megoszlás a következő volt: magyar 93,1%, cigány 0,93%, német 4,5%. A lakosok 58,5%-a római katolikusnak, 0,46% reformátusnak, 0,46% evangélikusnak, 7,2% felekezeten kívülinek vallotta magát (33,2% nem nyilatkozott).
2022-ben a lakosság 86%-a vallotta magát magyarnak, 5,7% németnek, 0,6% cigánynak, 0,1-0,1% görögnek, örménynek, románnak és szlováknak, 3,9% egyéb, nem hazai nemzetiségűnek (10,6% nem nyilatkozott; a kettős identitások miatt a végösszeg nagyobb lehet 100%-nál). Vallásuk szerint 50,1% volt római katolikus, 1% református, 1% evangélikus, 0,1% görög katolikus, 1% egyéb katolikus, 9,3% felekezeten kívüli (37,2% nem válaszolt).

## Nevezetességei
- Makovecz Imre által tervezett faluháza

## Híres szülöttei
- Gombár Vince (1906-1967) latin-ógörög szakos tanár